# Gulhuvad amazon
Gulhuvad amazon (Amazona oratrix) är en fågel i familjen västpapegojor inom ordningen papegojfåglar.

## Utseende och läten
Gulhuvad amazon är en 35–38 cm lång papegoja. Nominatformen är grön med gult på huvud och "lår". Runt ögat syns en vit orbitalring. På vingen syns gult och rött på skuldrorna, röd vingspegel samt mörkblå spetsar på vingpennorna. Stjjärten är gulspetsad med röda teckningar på de yttre stjärtpennornas bas. Fåglar på Islas Marías, av vissa urskilda som egen art, har gult ner på bröstet och blågrön anstrykning på undersidan. Underarterna belizensis och guatemalensis liknar ungfåglar av nominatformen (som har gult begränsat till hjässa, tygel, örontäckare och strupe), men har gråaktig orbitalring och saknar gult på strupen. Lätena består av skrovliga, rullande skrin.

## Utbredning och systematik
Gulhuvad amazon delas in i sex underarter:
- Amazona oratrix tresmariae – förekommer i ögruppen Islas Marías (utanför västra Mexiko)
- oratrix-gruppen
  - Amazona oratrix belizensis – förekommer i Belize
  - Amazona oratrix hondurensis – förekommer i norra Honduras (Sula Valley)
  - Amazona oratrix oratrix – förekommer i tropiska Stillahavssluttningen i södra och nordöstra Mexiko och vid Mexikanska golfens låglandsområden.

Vissa har en annan fördelning av underarterna, där hondurensis å ena sidan inkluderas i belizensis, samtidigt som underarten magna urskiljs för fåglar som förekommer i östra Mexiko från Tamaulipas till Tabasco.

## Status
IUCN kategoriserar arten som starkt hotad.

## Namn
Släktesnamnet Amazona, och därmed det svenska gruppnamnet, kommer av att Georges-Louis Leclerc de Buffon kallade olika sorters papegojor från tropiska Amerika Amazone, helt enkelt för att de kom från området kring Amazonfloden. Ursprunget till flodens namn i sin tur är omtvistat. Den mest etablerade förklaringen kommer från när kvinnliga krigare attackerade en expedition på 1500-talet i området ledd av Francisco de Orellana. Han associerade då till amasoner, i grekisk mytologi en stam av iranska kvinnokrigare i Sarmatien i Skytien. Andra menar dock att namnet kommer från ett lokalt ord, amassona, som betyder "förstörare av båtar".

## Bildgalleri

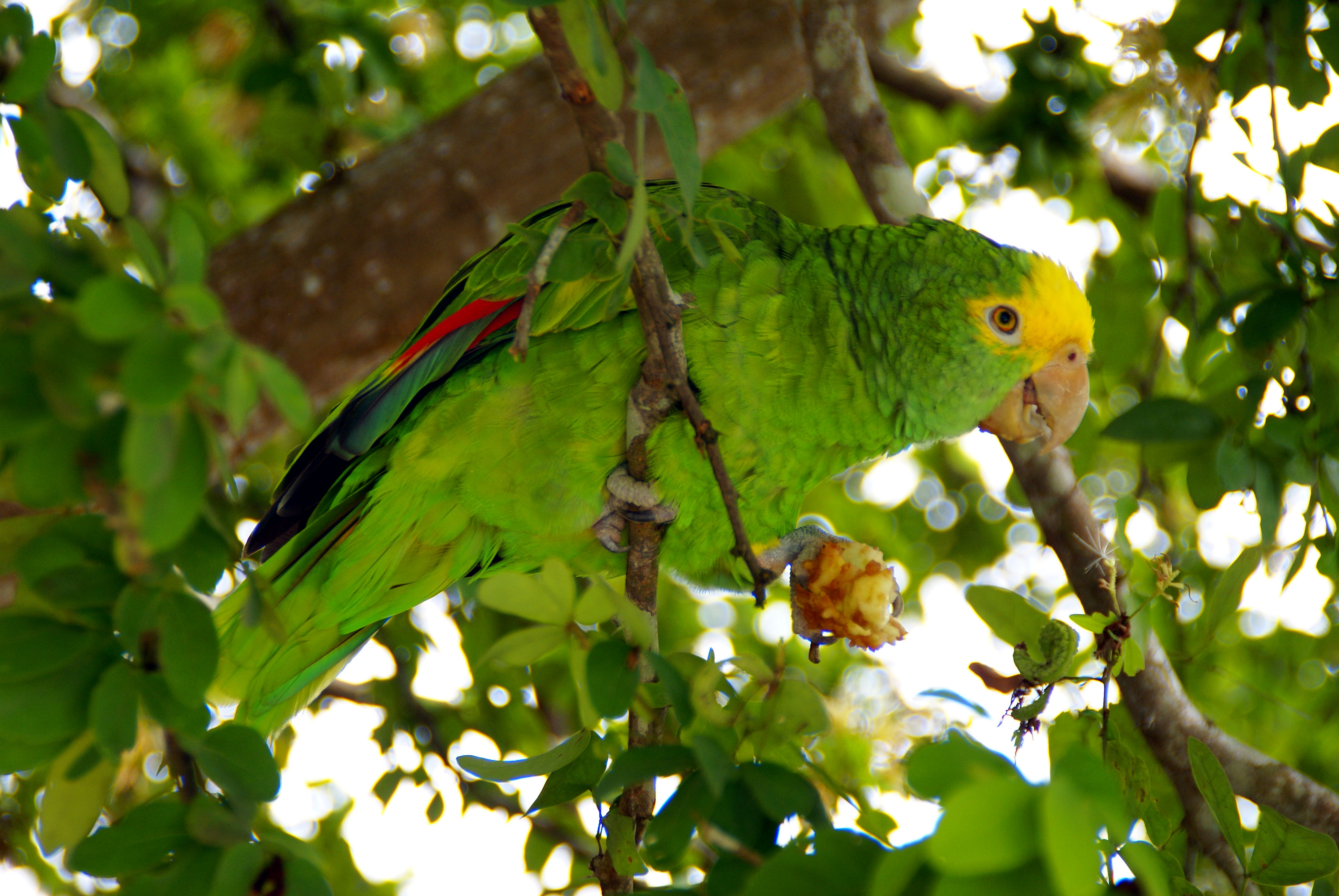